# Caminho de ferro do Lotschberg
O caminho de ferro do Lotschberg , como é conhecido o Berne-Lotschberg-Simplon (BLS)  (em alemão:  BLS Lötschbergbahn) é uma companhia ferroviária privada da Suíça que explora a segunda rede ferroviária depois dos Caminhos-de-ferro Federais (CFF).
Em 2006 a BLS Lotschberg juntou-se à Regional Mittelland (RM) para criar a BLS SA, a fim de reforçar a competitividade das duas companhias no transporte transalpino ferroviário, bem como no tráfico regional de passageiros. Com uma rede de 449 km, atravessa regularmente o Túnel de base de Lötschberg, de 34,5 km, bem como o túnel de Lötschberg de 14,6 km.
|  |

## Valores
Até 2008 a companhia tinha transportado 14500 comboios de mercadorias, dos quais 4887 foram com veículos automóveis. Desde 2001 a tonelagem transportada tem aumentado regularmente e passou de 10,4 ton a 27,3 ton em 2011.

## Linhas
O BLS não se limita a trabalhar no Lötschberg, entre Tune (Thun) e Briga-Glis pois ainda tem duas linhas a partir de Spiez - Spiez-Zweisimmen e Spiez-Reichenbach - e duas  RE - por Regio-Express -  a partir de Berna; Berna-Lucerna e Berna-Neuchâtel, e nesta última linha utiliza as linhas do CFF.

## Imagens

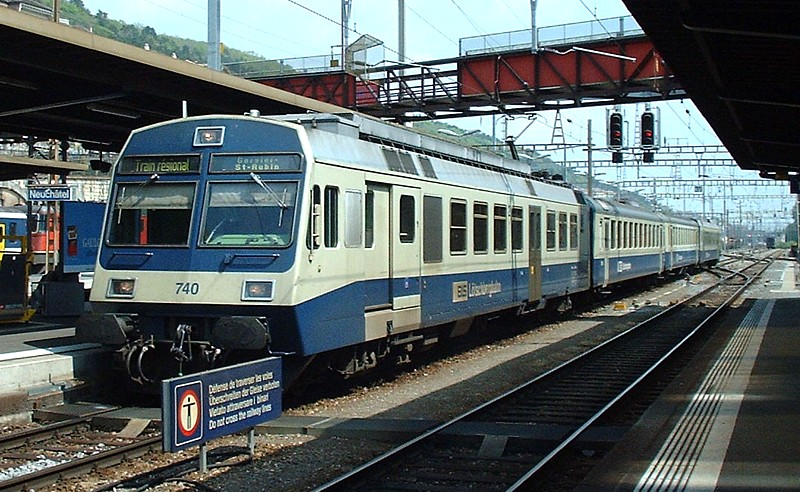
O BLS em Neuchâtel
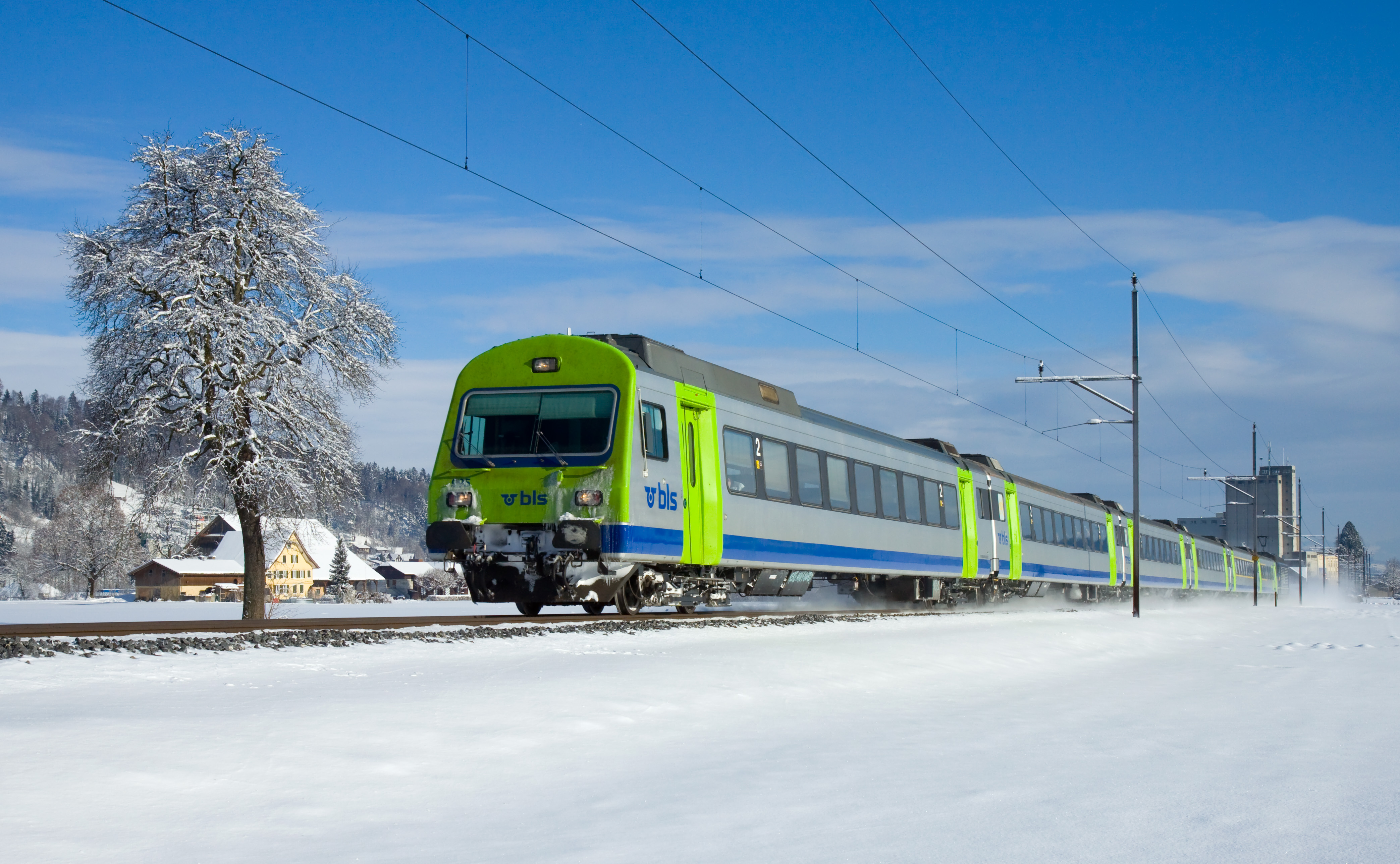
RE entre Berna e Lucerna
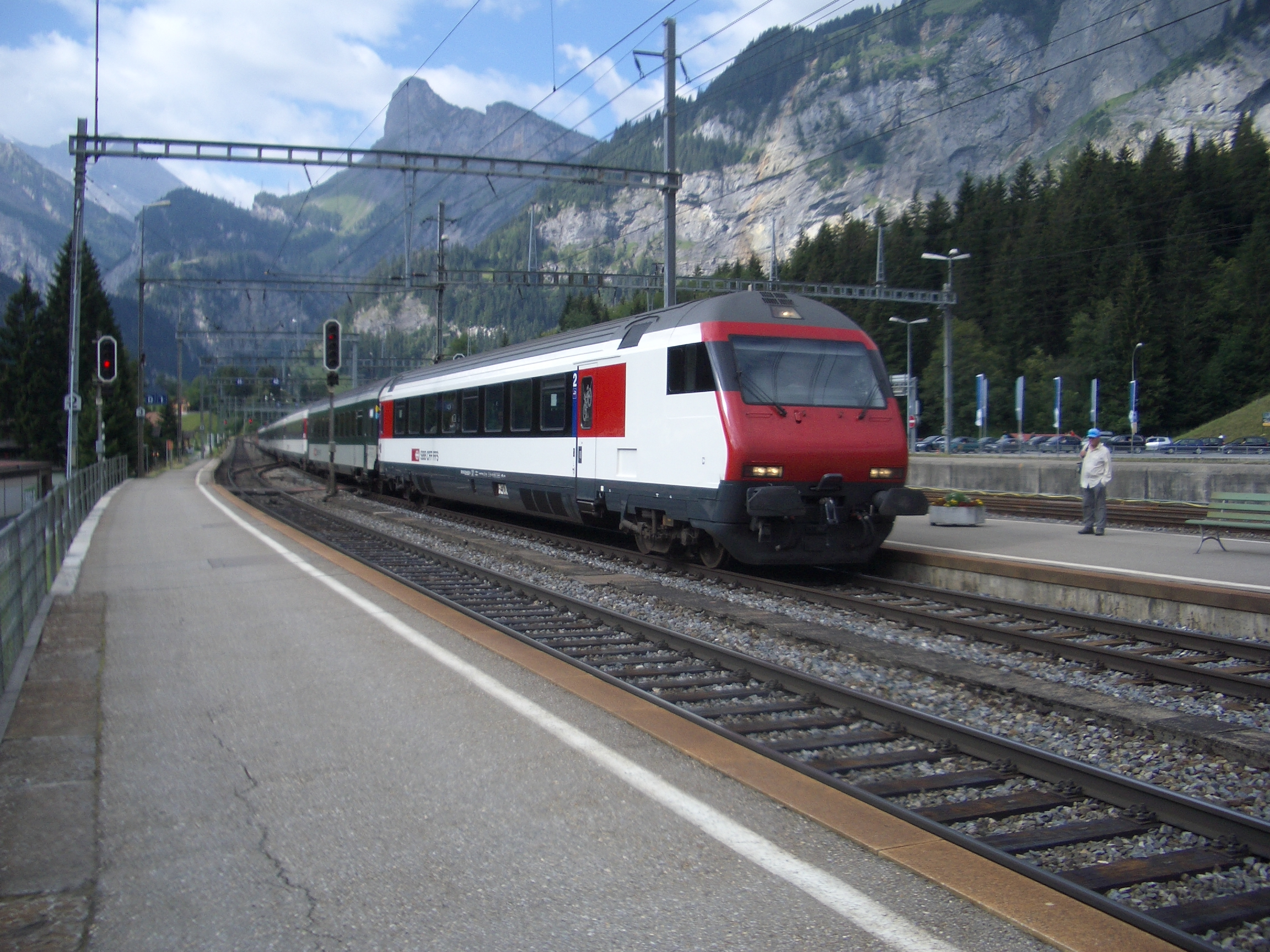
Próximo de Kandersteg
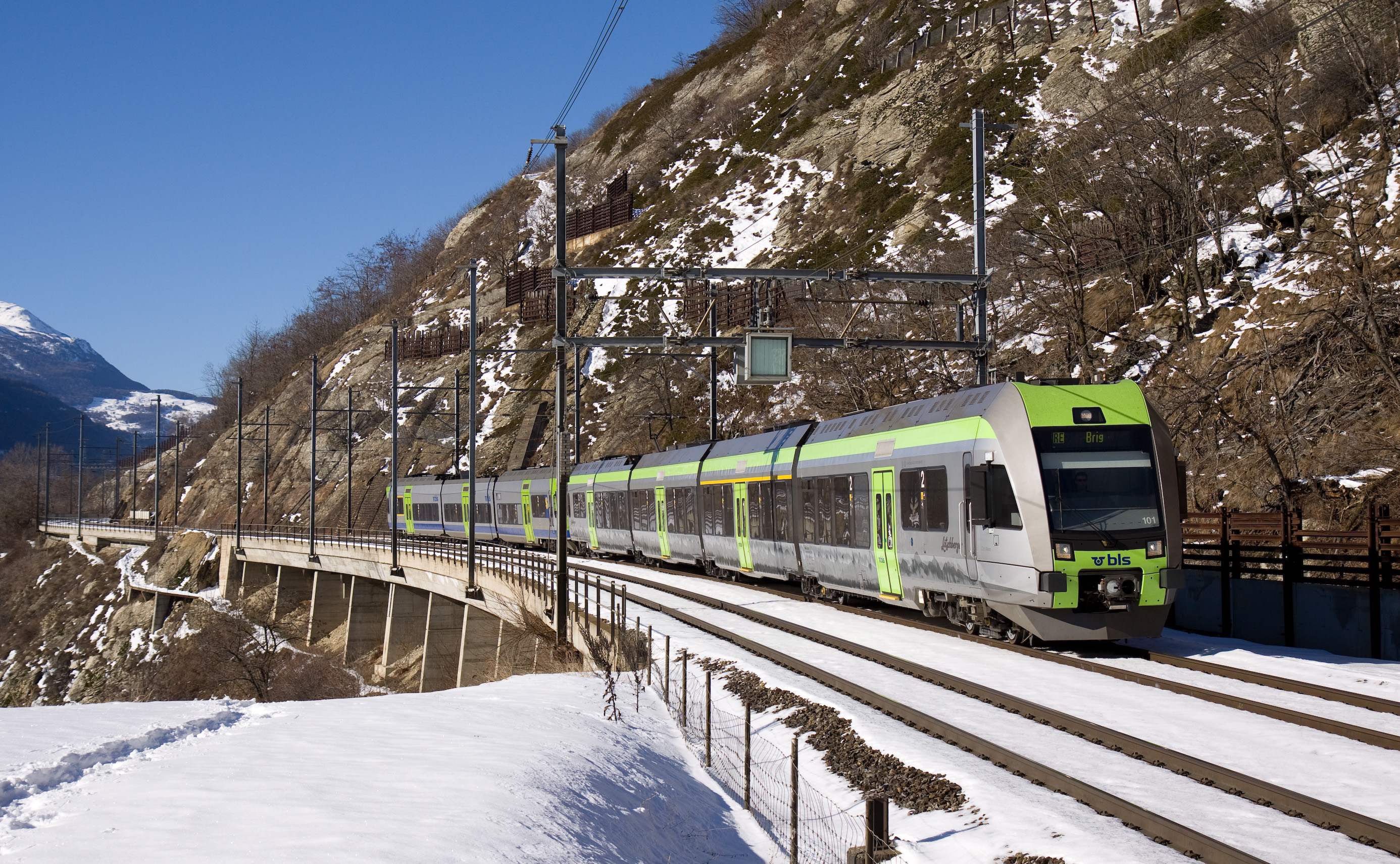
Outro BLS